# 4525 Johnbauer
4525 Johnbauer è un asteroide della fascia principale. Scoperto nel 1982, presenta un'orbita caratterizzata da un semiasse maggiore pari a 2,5760015 UA e da un'eccentricità di 0,1988487, inclinata di 13,54446° rispetto all'eclittica.
L'asteroide è dedicato allo statunitense John Bauer, professore di astronomia.